# Униженные и оскорблённые
«Уни́женные и оскорблённые» (рус. дореф. «Униженные и оскорбленные») — роман русского писателя Фёдора Михайловича Достоевского.

## История создания и публикации
Это первое большое произведение, созданное писателем после возвращения из ссылки. Впервые роман был опубликован в 1861 году в журнале «Время» под заглавием «Униженные и оскорбленные. Из записок „неудавшегося литератора“» с посвящением брату М. М. Достоевскому. Этот журнал начал выходить под редакцией самого автора и его брата Михаила. Чтобы заполнить журнал, Фёдор Достоевский вынужден был создать большой роман, который можно было бы печатать в нескольких номерах с продолжением. Значительная часть романа писалась автором частями непосредственно к сроку сдачи нового номера журнала.
Идея произведения появилась ещё в 1857 году. После переезда в Санкт-Петербург в 1860 году Достоевский сразу приступил к воплощению своего замысла. В июле 1861 года вышла в свет заключительная часть произведения. В том же году роман вышел отдельным изданием в Санкт-Петербурге. При жизни писателя переиздавался ещё два раза, в 1865 и 1879 годах.
В нескольких местах автор от лица Ивана Петровича рассказывает о судьбе своего первого романа «Бедные люди», который был напечатан в «Петербургском сборнике» в 1846 году и имел большой успех. В частности, его высоко оценил Белинский (критик Б. в романе).

## Критика
Роман был встречен критиками сдержанно. Возможно, это объяснялось настороженностью к писателю, только что вернувшемуся из долголетней ссылки. Только демократический журнал «Современник», указав на серьёзные недостатки романа, в целом встретил его положительно.

## Сюжет
Роман написан от лица молодого писателя Вани, многие подробности жизни которого автобиографичны. Время действия романа несколько размыто. Дни начала литературной карьеры самого Достоевского относятся к 1840-м годам, и в самом романе в слегка завуалированной форме упоминаются многие персонажи тогдашней литературной жизни, например Виссарион Белинский под прозрачным псевдонимом «критик Б.». Некоторые черты описываемых событий заставляют увидеть в произведении не просто отражение жизни 1840-х годов. Сам исторический фон событий романа зачастую условен. Хотя за время действия романа проходит не более полутора лет, в произведении упоминаются реалии более близкие к эпохе опубликования романа, например издание «Энциклопедии» Андреем Краевским.
Ваня воспитывался в семье бедного помещика Ихменёва, вместе с его дочерью Наташей. Более состоятельный сосед Ихменёва по усадьбе, князь Валковский, оценив хозяйственность Ихменёва, назначает его своим управляющим, а позднее и просит его некоторое время руководить воспитанием своего сына Алёши. Однако вскоре после приезда Алёши в дом Ихменёва возникают слухи о том, что Ихменёв хочет женить Алёшу на своей дочери, всячески поощряя их отношения, а также не вполне честно управляет имением князя, присваивая себе некоторые суммы. Князь начинает процесс против Ихменёва. Дело осложняется тем, что Алёша и Наташа Ихменёва надумали заключить союз вопреки воле своих родителей. Ваня любит Наташу и берётся во всём содействовать ей.
Другая ветвь романа связана с 13-летней девочкой-подростком Еленой, или Нелли (её образ во многом перекликается с образом главной героини романа Диккенса «Лавка древностей»), которую Ваня спасает из рук жестокой опекунши и селит у себя. История её матери в некоторых эпизодах соединяется с историей князя Валковского.
В романе наблюдается ряд хронологических смещений. Действие длится всего около полутора лет, но исторические факты, упоминаемые в начале романа (когда жив ещё Белинский, хотя этого имени нет в романе) и в его конце (предреформенные годы), разделены более чем двенадцатью годами.

## Топография романа
Как это стало впоследствии характерно для Достоевского, действие романа происходит в Санкт-Петербурге, причём при описании многих мест действия и перемещения героев по городу писатель стремится к топографической точности. Так, в книге упоминаются Вознесенский проспект, где происходит встреча рассказчика со стариком Иеремией Смитом, Большая Морская улица, на которой находится ресторан, в котором происходит знаменательная беседа рассказчика с князем Валковским, и так далее.

## Персонажи
- Иван Петрович; от его лица ведется повествование
- Николай Сергеевич Ихменев, помещик
- Анна Андреевна Ихменева (до замужества Шумилова), жена Ихменева
- Наташа, дочь Ихменева
- Князь Пётр Александрович Валковский
- Князь Алексей Петрович Валковский, сын Петра Валковского (Алёша)
- Иеремия Смит, старик, первый знакомый.
- Нелли (Елена), внучка Смита
- Филипп Филиппыч Маслобоев, старый знакомый Ивана Петровича
- Александра Семёновна, заведующая хозяйством в доме у Маслобоева
- Катерина Федоровна, владелица трёх миллионов приданого
- Анна Трифоновна Бубнова, опекунша Нелли

## Особенности стиля
В романе прослеживается влияние «натуральной школы» с её обострённым вниманием к жизни городского дна и литературы западноевропейского реализма середины XIX века, особенно Чарльза Диккенса и Эжена Сю, с их склонностью к запутанным «таинственным» сюжетам, с наличием давней, неизвестной публике загадке личности тех или иных персонажей, связанной с преступлениями и бесчестием. Вместе с тем в романе уже заметен обострённый психологизм в описании персонажей. Характеры персонажей, часто не получающие никакой мотивации, являются не просто социальными типами, но изображениями носителей того или иного рода «идей» или «главных мыслей».

## Экранизации произведения
В 1915 году вышла двухсерийная экранизация романа в постановке Иосифа Сойфера, в исполнении труппы артистов театра Соловцова.
В 1926 году вышел польский фильм Голос сердца режиссёра Мэриэна Дедерко по мотивам романа
В 1958 году в Италии вышел мини-телесериал  Униженные и оскорблённые (Umiliati e offesi) режиссёра Витторио Коттафави
В 1960 году вышел французский телевизионный фильм «История Наташи»  (L'histoire de Natacha) режиссёра Франсуа Гира по мотивам романа.
В 1961 году вышел бельгийский телевизионный фильм Униженные и оскорблённые режиссёра  Сенне Руфара
В 1971 году вышел югославский телевизионный фильм Благоя Андреева.
В 1977 году вышел мексиканский сериал Униженные и оскорблённые режиссёра Рауля Арайсы. 
В 1979 году вышла телеверсия спектакля Малого театра, в постановке Евгения Велихова  и Марии Муат.
В 1991 году на экраны вышел художественный фильм «Униженные и оскорблённые», снятый режиссёром Андреем Эшпаем. В 2005 году по мотивам спектакля Московский государственный музыкальный театр под руководством Геннадия Чихачёва поставил мюзикл на музыку Александра Журбина.
4 февраля 2005 года Пермский академический «Театр-Театр» поставил мюзикл  «Владимирская площадь» по мотивам романа.